# Carpathonesticus avrigensis
Carpathonesticus avrigensis  (лат.) — вид мелких пауков рода Carpathonesticus из семейства пауков-нестицидов (Nesticidae). Румыния.

## Описание
Длина самцов от до 4,8 мм (самки крупнее — до 7,2 мм). Основная окраска тела бледножёлтая.
Вид Carpathonesticus avrigensis был впервые описан в 1982 году арахнологами Ингмаром Вейссом (Ingmar Weiss; Дрезденский зоологический музей, Германия) и Штефаном Хеймером (Stefan Heimer; Сибиу, Румыния). Таксон C. avrigensis включён в состав рода Carpathonesticus Lehtinen & Saaristo, 1980 (вместе с таксонами C. biroi (Kulczynski, 1895), C. mamajevae Marusik, 1987, C. menozzii (Caporiacco, 1934), C. eriashvilii Marusik, 1987, C. galotshkai Evtushenko, 1993, C. hungaricus (Chyzer, 1894), C. borutzkyi (Reimoser, 1930), C. cibiniensis (Weiss, 1981), C. fodinarum  (Kulczynski, 1894), C. galotshkai, Carpathonesticus paraavrigensis и другими).